# كارلوس درموند دي آندرادي
كارلوس درموند دي آندرادي (31 أكتوبر 1902 - 17 أغسطس 1987) (بالبرتغالية Carlos Drummond de Andrade)،إنه شاعر وناثر وكاتب برازيلي،. ولد في إيتابيرا (ميناس جوريس) . عاش في بيلو أوريزونتي وفي ريو دي جانيرو. أتم دراساته في بيلو هوريزونتي وفي نوفا فريبورغو. حاز على شهادة صيدلاني، وعلّم اللغة البرتغالية والجغرافيا وتوظف. وأصبح عضوًا في ديوان الوزير كابانيما فتركه ليصبح مديرًا مشاركًا الصحيفة الشيوعية (المحكمة الشعبية) اختلف مع توجهات هذه الصحيفة، فدخل دائرة التراث التاريخي والفني الوطني. وفي العام 1920 أرسل حوليات إلى صحيفة ميناس. وبدأ نشاطه في دياريو دي ميناس عام 1921. وتعاون مع مجلة (للجميع) في ريو التي يديرها آ. موريرا في المجال الأدبي بحصر المعنى. وكتب في منشورات ميناس جوريس. وفي ريو ظهرت حولياته وقصائده في مجلات وصحف مثل Correio da Manha (1953-1969( و«صحيفة البرازيل» دون تعداد برامج الإذاعة. وفي العام 1972 كتب لـ(دولة ساو باولو) ولـ(دولة ميناس جوريس).

## روابط خارجية
- كارلوس درموند دي آندرادي على موقع IMDb (الإنجليزية)
- كارلوس درموند دي آندرادي على موقع الموسوعة البريطانية (الإنجليزية)
- كارلوس درموند دي آندرادي على موقع ميوزك برينز (الإنجليزية)
- كارلوس درموند دي آندرادي على موقع ديسكوغز (الإنجليزية)
- كارلوس درموند دي آندرادي على موقع قاعدة بيانات الفيلم (الإنجليزية)